# Camera californica
Camera californica är en stekelart som beskrevs av Dmitriy R. Kasparyan och Ruiz-cancino 2005. Camera californica ingår i släktet Camera och familjen brokparasitsteklar. Inga underarter finns listade.